# 아시아발전재단
```
다시 아시아로! 라는 기치 아래 2016년 설립된 
아시아발전재단
(ADF: Asia Development Foundation)은 인류 문명의 꽃을 피웠던 아시아 문화가 지닌 가치를 확산하고 아시아 각국의 상호이해와 협력을 증진하는 다양한 사업을 통해 인류 상생과 공동 번영의 미래를 열어가고 있습니다.
```

아시아발전재단 공식 홈페이지
▪홈페이지 : https://asiadf.org/
아시아발전재단 소셜 미디어 채널
▪인스타그램 : adf_org
▪페이스북 : 아시아발전재단-ADF
▪유튜브 : 아시아발전재단-ADF TV

## 교류협력사업

### 사업설명
- 국가 간 교류를 통한 상호이해와 협력을 증진하는 프로그램
○ 사업명
- 글로벌 한민족 청년 캠프 ⌜공감과동행⌟
- 세계 각국에서 온 외국인들의 한국문화체험 ⌜문화, 교류를 만나다 K-STAY⌟
- 다문화사회의 해법을 모색하는 ⌜다문화사회 한국과 아시아 대토론회⌟

## 인재양성사업

### 사업설명
- 한국과 세계를 잇는 글로벌 미래 인재 육성 프로그램

### 사업명
- 한·아시아 협력을 준비하는 ⌜ADF 엘리트 장학사업⌟
- 한·아시아 브릿지 인재육성을 위한 ⌜Gift for Motherland⌟ 장학사업
- 건강한 다문화 정착을 위한 ⌜이중언어교실⌟ 지원사업
- 중도입국 다문화 청소년 프로그램 지원 ⌜School of Dream⌟
- 한민족 글로벌 인재육성을 위한 ⌜해외동포 장학사업⌟

## 공익문화사업

### 사업설명
- 공익적 가치를 지닌 문화 확산을 통해 만들어가는 더불어 아름다운 대한민국

### 사업명
- 전문 분야 활동가들에게 시상하는 ⌜ADF문화상⌟
- Be a Friend of Asia ⌜아시아친선대사 프로젝트⌟
- 다문화 집단 거주지역 탐방 ⌜한국에서 아시아를 찾다, 문화콘텐츠 제작⌟

## 나눔·지원사업

### 사업설명
- 전문 기관과의 협력을 통한 취약계층 나눔·지원

### 사업명
- ⌜소아 심장 수술 지원⌟
- ⌜안면기형 환아 수술 지원⌟
- ⌜해외 의료진 방한 연수 지원⌟
- 국내 고려인의 안정적인 정착을 돕는 ⌜안산 고려인센터 ‘미르’ 지원⌟
- 고아, 폭력 피해 여성, 재소자를 위한 세계 태권도 연맹 ⌜태권도 케어스 프로그램⌟ 지원